# Экономайзер
Экономайзер (англ. Economizer, от английского слова economize — «сберегать») — элемент котлоагрегата, теплообменник, в котором питательная вода перед подачей в котёл подогревается уходящими из котла горячими газами. При давлении до 22 кгс/см² (2,2 МПа) и температуре питательной воды ниже точки росы дымовых газов или недеаэрированной воде экономайзер изготовляют из гладких или ребристых чугунных труб, на более высокие давление и температуру — из стальных, преимущественно гладких, труб. Устройство повышает КПД установки.

## Виды
Экономайзеры делят на кипящие и некипящие. Конструкция кипящих и не кипящих экономайзеров принципиально одинаковая, в первом случае вода на выходе кипящая (желательно чтобы паросодержание не превышало 25 %). Также существуют экономайзеры для печных труб жилых домов.

## Конструкция
Чаще всего водяные экономайзеры выполняют из труб, согнутых в вертикальные змеевики и скомпонованных в пакеты. Для удобства эксплуатации и ремонта поверхность экономайзера разделяют на пакеты высотой до 1 м, делая между ними разрывы 65 — 80 см. Расположение труб экономайзера, как правило, шахматное; коридорное расположение по условиям теплообмена нецелесообразно. На электростанциях питательную воду до поступления в котел подогревают в регенеративном цикле за счёт отбора пара из турбины до 215 — 270° C, что уменьшает величину поверхности экономайзера.